# Carxofa de Benicarló

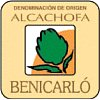
Denominació d'Origen Benicarló

Carxofa de Benicarló és una carxofa amb Denominació d'Origen Protegida que es cultiva a la comarca del Baix Maestrat.

## Història
El cultiu de la carxofa és tradicional en la zona, destacant la localitat de Benicarló, on se celebra cada mes de gener la Festa de la Carxofa
, amb diversos esdeveniments populars i gastronòmics.
El cultiu de la planta per a consum domèstic es creu que es va iniciar al segle xiii si bé la primera referència és de l'insigne botànic Cavanilles en el segle xviii. No obstant això la producció i comercialització a gran escala es va produir a partir de la dècada dels quaranta del segle xx amb l'auge del comerç.
La Denominació d'Origen Protegida va ser ratificada el 18 de setembre de 1998 per la Conselleria d'Agricultura, Pesca i Alimentació de la Generalitat Valenciana. El 12 de novembre de 2003 va ser reconeguda la Denominació d'Origen Protegida Carxofa de Benicarló a la Unió Europea.

## Zona geogràfica
La carxofa de Benicarló es conrea en les localitats de Benicarló, Càlig, Peníscola i Vinaròs, totes de la comarca del Baix Maestrat.

## Característiques
La planta té una raïl carnosa, extraordinàriament potent, que li permet adaptar-se a una extensa gamma de sòls. Les fulles són grans al principi, disposades en roseta. Posteriorment s'allarga la tija floral, en l'extrem de la qual apareixen els capítols, inflorescències o conjunts de nombroses flors diminutes disposades en un receptacle i envoltats de bràctees carnoses. Estos capítols són les carxofes, la part comestible de la planta.
La varietat més conreada és la Blanca de Tudela, de capítol oval, més aviat petit, compacte i verd, que a més, és molt primerenca; és capaç d'estar produint tota la tardor i hivern.
Entre les qualitats de la carxofa, la seua part comestible proporciona un 12% de glúcids, la sisena part dels quals la constituïx un sucre molt peculiar, la inulina.

## La Carxofa de Benicarló i la seua cuina
Les possibilitats de la Carxofa de Benicarló com a producte culinari són quasi infinites.
Ho podem comprovar en el repertori d'entrants, els guisats suculents i la cada vegada més àmplia gamma de dolços de carxofa que s'elaboren a les nostres cuines. Cal que no oblidem la clàssica carxofa crua i la saborosa carxofa a la brasa.
Cada any, el mes de gener, en el marc de la ja tradicional Festa de la Carxofa, té lloc la Demostració Gastronòmica. En este esdeveniment social, els restaurants de Benicarló i de la comarca, juntament amb agrupacions relacionades amb la cuina i l'hostaleria delecten els benicarlandos i els visitants amb multitud de plats elaborats amb el producte estrella de l'horta benicarlanda.

## Galeria d'imatges

Festa de la Carxofa de Benicarló
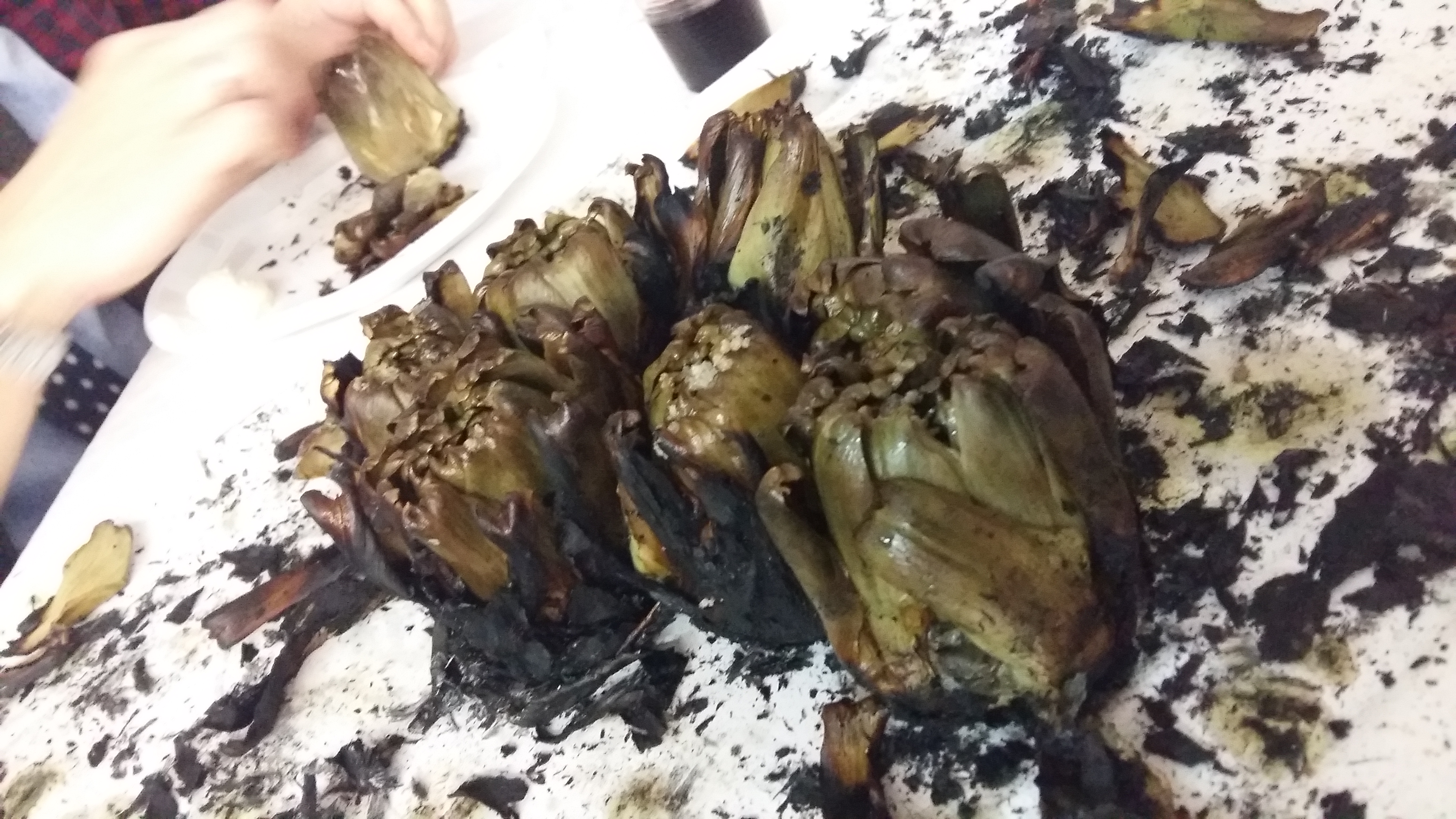
Fitxer:Carxofes_torrades.jpgCarxofes torrades
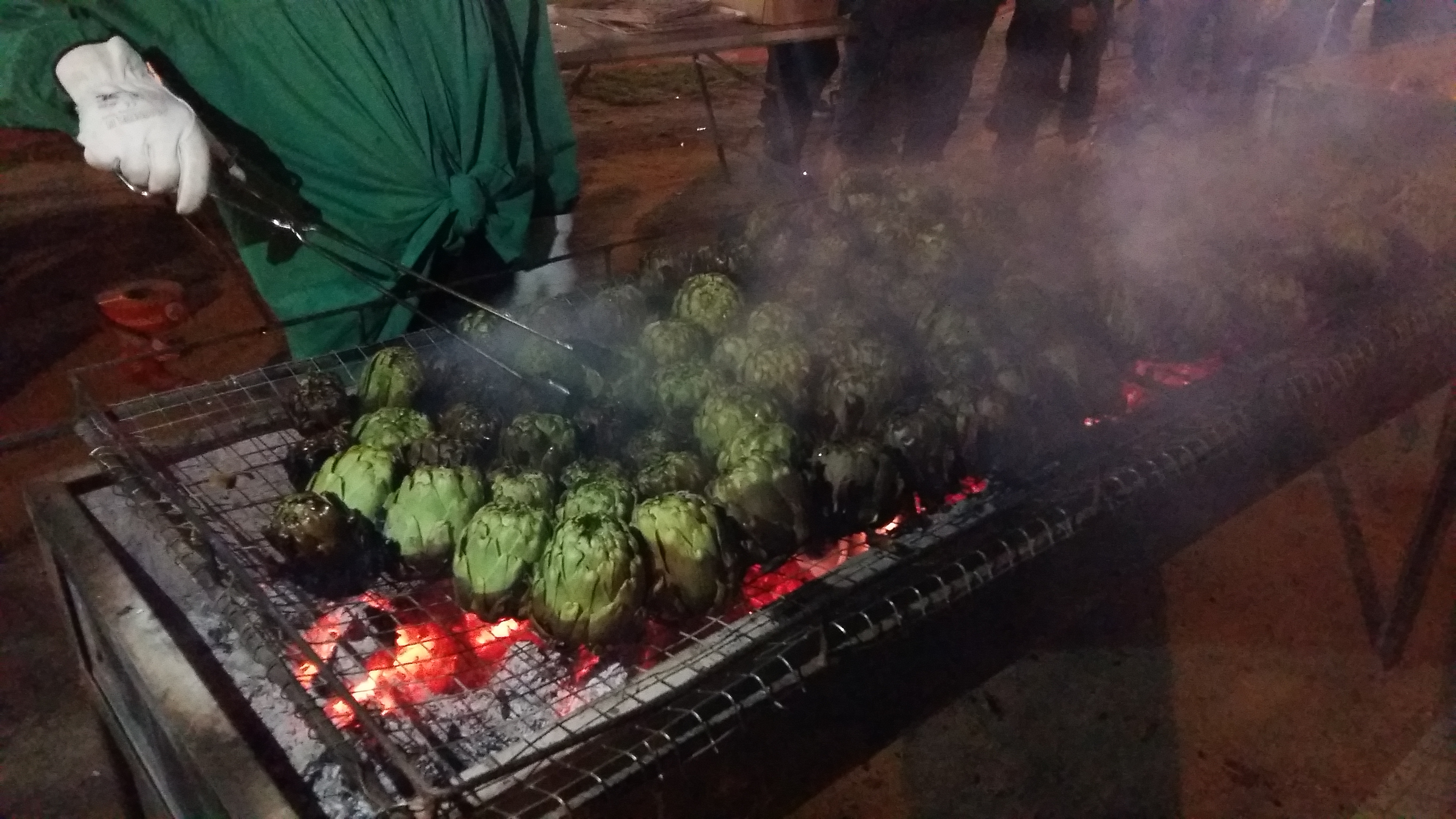
Fitxer:Carxofes_al_foc.jpgCarxofes al foc
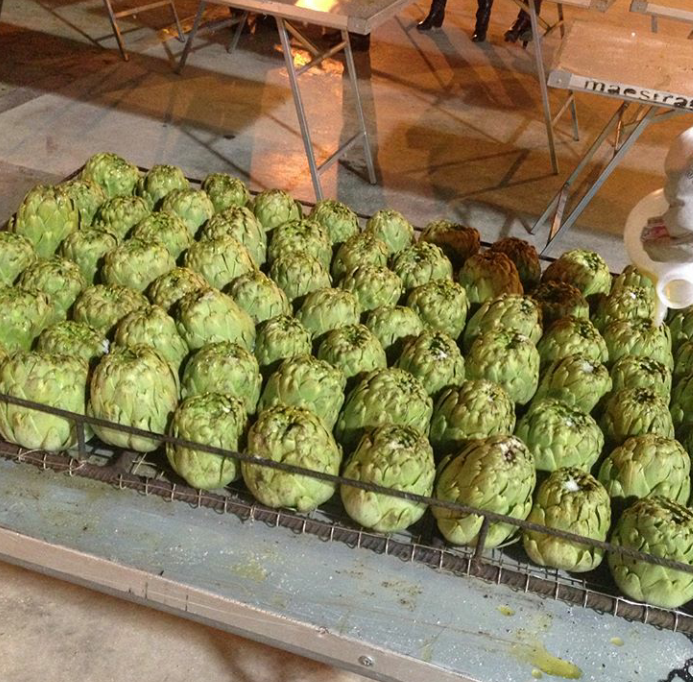
Fitxer:Carxofes_de_Benicarló.pngCarxofes de Benicarló
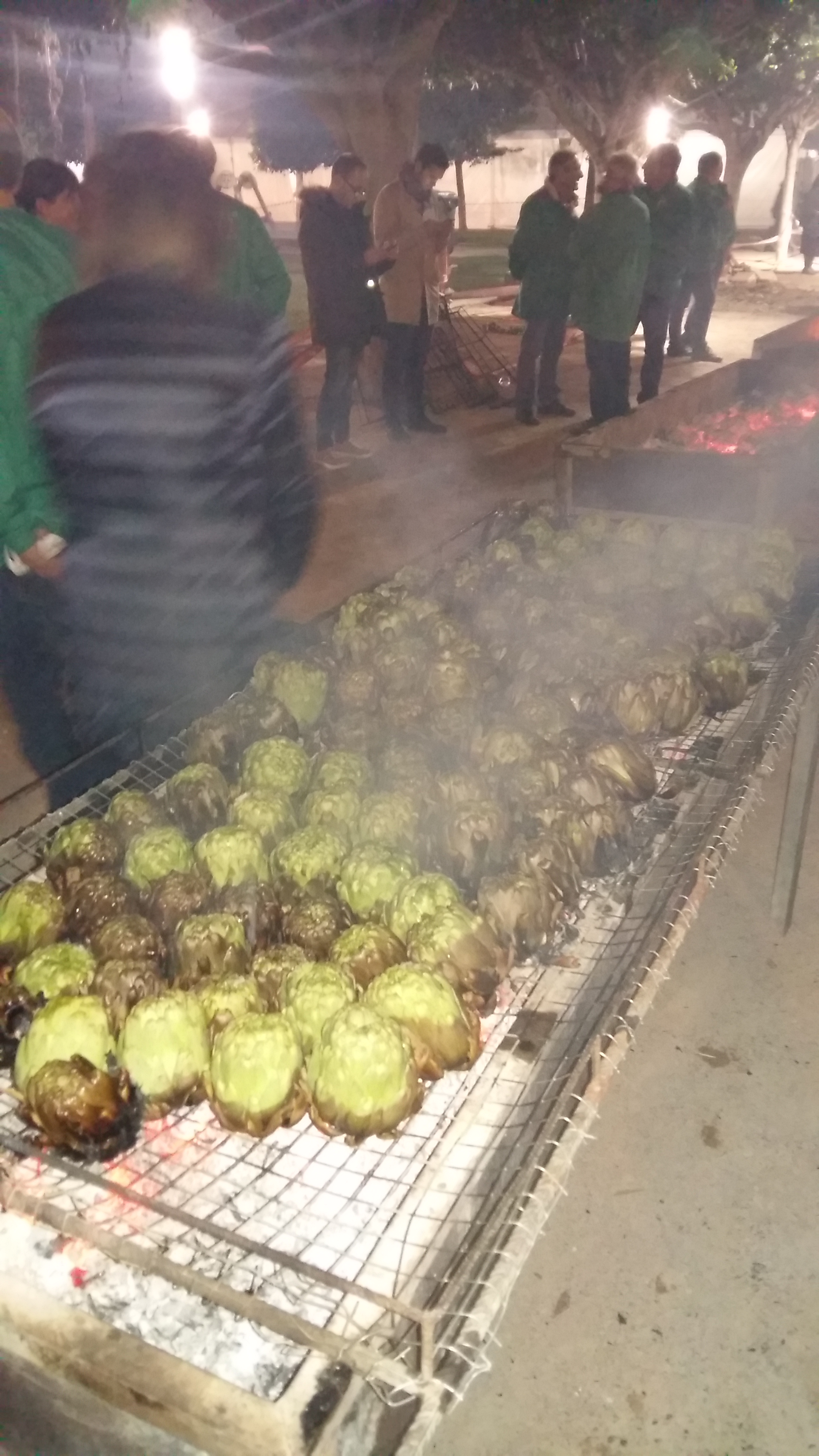
Fitxer:Carxofes_en_el_foc.jpgCarxofes al foc